# 68718 Safi
68718 Safi è un asteroide della fascia principale. Scoperto nel 2002, presenta un'orbita caratterizzata da un semiasse maggiore pari a 2,5396142 UA e da un'eccentricità di 0,1800584, inclinata di 3,95760° rispetto all'eclittica.
L'asteroide è dedicato all'omonima località marocchina.